# Villeneuve (Provenza-Alpi-Costa Azzurra)
Villeneuve è un comune francese di 3 490 abitanti situato nel dipartimento delle Alpi dell'Alta Provenza nella regione della Provenza-Alpi-Costa Azzurra.

## Società

### Evoluzione demografica
Abitanti censiti